# Universidad Femenina de Japón
La Universidad Femenina de Japón (日本女子大学 Nihon Joshi Daigaku?) es la más antigua y grande de las universidades privadas para mujeres en Japón. Fue establecida el 20 de abril de 1901 por el reformador educacional Jinzō Naruse.
La universidad tiene alrededor de 8.301 estudiantes y 200 profesores, de acuerdo con un censo realizado en 2015. Se compone de dos campus —llamados así por los vecindarios en los que están ubicados—; Mejirodai (目白台) en Bunkyō, Tokio, y Nishi-Ikuta (西生田) en Tama, Kawasaki. También posee otras instituciones asociadas, que van desde el jardín de infantes hasta escuelas secundarias.

## Historia

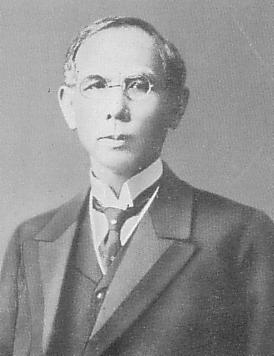
Jinzō Naruse, su fundador.

Fundada el 20 de abril de 1901 por Jinzō Naruse, fue la primera institución de educación superior para mujeres establecida en Japón. Su fundador, Naruse, hizo hincapié en la necesidad de brindar educación para las mujeres, en una época en la que se pensaba que la educación era inútil para la población femenina. Ōkuma Shigenobu, fundador del Colegio de Tecnología de Tokio (hoy en día la Universidad de Waseda), se convirtió en el presidente fundador de la institución, mientras que figuras destacadas como Itō Hirobumi, Konoe Atsumaro, Eiichi Shibusawa, Iwasaki Yanosuke y Saionji Kinmochi ayudaron a su formación. También recibió apoyo financiero que posibilitaron su inauguración, siendo una de sus proveedoras más destacadas Asako Hirooka, quien posteriormente estudiaría en la universidad. En el momento de su apertura, se establecieron tres departamentos de economía doméstica, literatura y literatura inglesa. También se estableció una escuela de posgrado de comunicación.
A pesar de ser una universidad femenina, los hombres también pueden inscribirse a ciertos cursos. Sin embargo y, a pesar de que los estudiantes de sexo masculino si pueden obtener una licencia de enseñanza en economía doméstica o en salud, se considera una licencia menor y es limitada. En los últimos años, obtener una licencia en cualquier materia distinta a la economía doméstica y el departamento de salud, tales como idiomas y música, se ha ido estableciendo.

## Facultades
- Economía doméstica
- Humanidades
- Artes integradas y ciencias sociales
- Ciencias

## Alumnas notables
- Yumie Hiraiwa, novelista
- Raichō Hiratsuka
- Keiko Matsui
- Ayame Mizushima, guionista
- Yuriko Miyamoto
- Kazuyo Sejima, arquitecta
- Rumiko Takahashi, mangaka
- Toshiko Tamura
- Hatsue Yamada, arquitecta
- Masako Hayashi, arquitecta
- Tsuruko Haraguchi, psicóloga